# Acrocercops citrodora
Acrocercops citrodora är en fjärilsart som beskrevs av Edward Meyrick 1914. Acrocercops citrodora ingår i släktet Acrocercops och familjen styltmalar. Inga underarter finns listade i Catalogue of Life.